# لجان السلامة (الثورة الأمريكية)

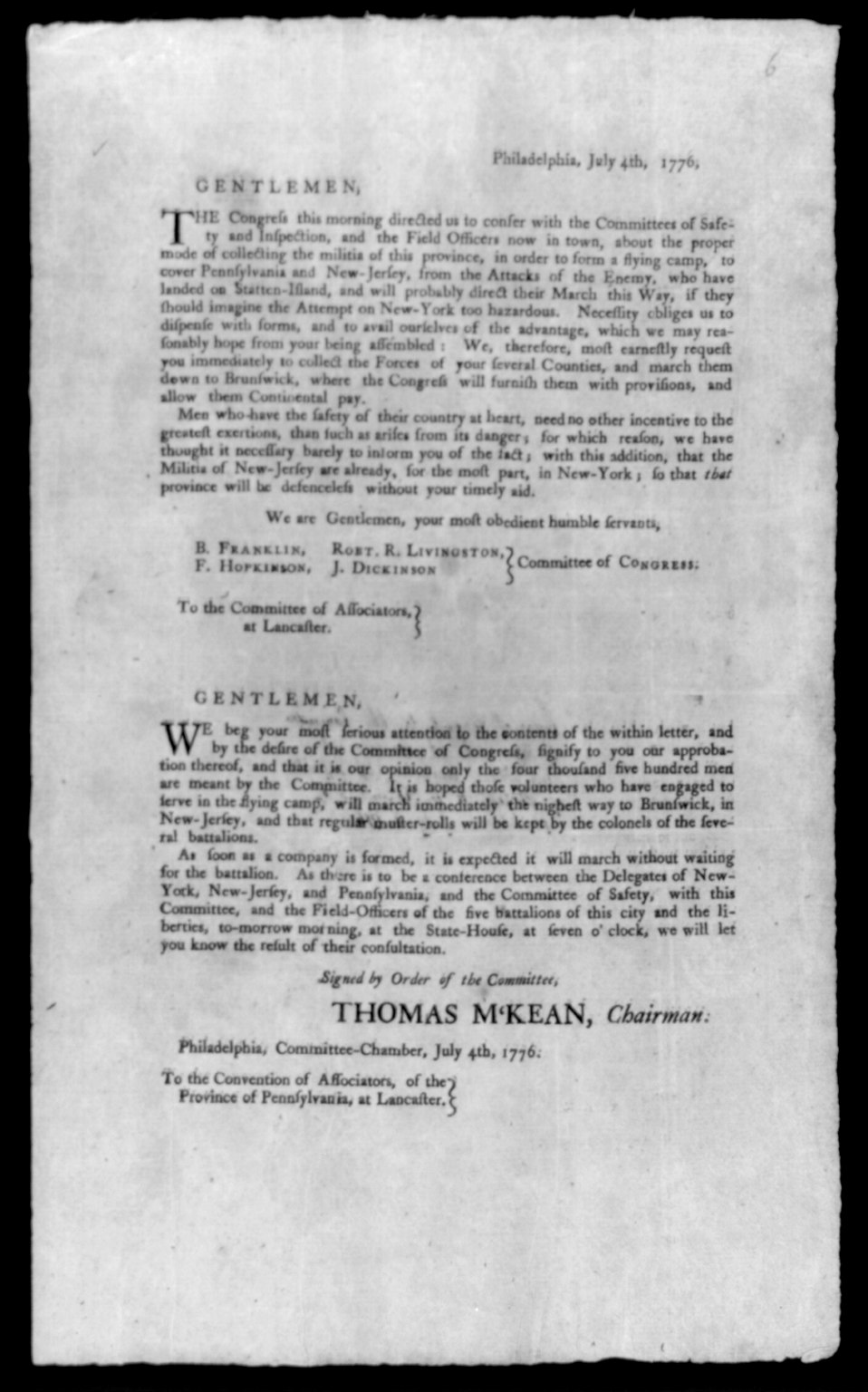
وثيقة تعود إلى لجان السلامة في الثورة الأمريكية عام 1776

لجان السلامة في الثورة الأمريكية وتعرف أيضا بلجان المراقبة ولجان التفتيش، كانت لجان محلية من صواريخ باتريوت التي أصبحت حكومة الظل الذي تولى السيطرة الفعلية من المستعمرات الثلاثة عشر بعيدا عن مسؤولين الملكي الذي أصبح عاجزا على نحو متزايد.